# Свеса (станція)
Свеса — проміжна залізнична станція 5 класу Конотопської дирекції Південно-західної залізниці на лінії Ворожба—Хутір-Михайлівський (з 2007 року допоміжна лінія Хутір-Михайлівський — Есмань).
Розташована в Ямпільському районі Сумської області між станціями Есмань (18 км) та Хутір-Михайлівський (11 км).
На станції Свеса відсутній пасажирський рух потягів
Наприкінці XIX і початку XX століття навантаження і вивантаження на станції Свеса становило близько 600 тисяч пудів щороку.